# Стевович, Родолюб
Родолюб (Роде) Стевович (серб. Родољуб (Роде) Стевовић; 25 июня 1917, Нова-Варош — 4 апреля 1943, гора Златар) — югославский сербский партизан времён Народно-освободительной войны Югославии, Народный герой Югославии.

## Биография
Родился 25 июня 1917 в Нови-Вароше в семье торговца. До войны был рабочим на заводе. Член Коммунистической партии Югославии с 1941 года. В партизанском движении с 1941 года, боевое крещение принял в битве при Нови-Вароше против усташей. Участвовал в боях на территории Златара против воинских формирований оккупантов и карательных отрядов, отличился в боях против четников при Акмачичах. Был назначен политруком 2-го златарского батальона и вошёл в штаб Златарского партизанского отряда.
В начале 1942 года во время Второго антипартизанского наступления по распоряжению Главного штаба НОАЮ в Санджаке Стевович с отрядом из 50 человек вернулся на Златар, чтобы продолжить боевые действия там. До 1943 года его отряд отбивал атаки немецких и хорватских войск, а также коллаборационистов. В ходе боёв отряд потерял более чем половину личного состава, но рота держалась, несмотря ни на что, и пополняла свои ряды новыми добровольцами.
4 апреля 1943, когда на Златар доставляли раненого политрука отряда Войю Лековича, отряд Стевовича вступил в бой с четниками. Роде был ранен, но продолжал отстреливаться, пока не закончились патроны. Чтобы не доставаться в плен, он покончил с собой.
27 ноября 1953 посмертно награждён Орденом и званием Народного героя Югославии.